# Dominion de Terre-Neuve
 (août 2024).
Si vous disposez d'ouvrages ou d'articles de référence ou si vous connaissez des sites web de qualité traitant du thème abordé ici, merci de compléter l'article en donnant les références utiles à sa vérifiabilité et en les liant à la section « Notes et références ».
Cet article concerne le Dominion de Terre-Neuve. Pour la province de Terre-Neuve-et-Labrador qui suivit, voir Terre-Neuve-et-Labrador.
26 septembre 1907 – 31 mars 1949
(41 ans, 6 mois et 5 jours)
Entités précédentes :
- Colonie de Terre-Neuve

Entités suivantes :
- Province de Terre-Neuve ( Canada)

Le Dominion de Terre-Neuve, ou Terre-Neuve, est un pays puis une dépendance du Royaume-Uni ayant existé de 1907 à 1949. Il est le prédécesseur de l'actuelle province canadienne de Terre-Neuve-et-Labrador. 

## Histoire
Terre-Neuve a obtenu une autonomie interne, avec le statut de dominion le 26 septembre 1907. Par la suite, elle a obtenu de facto une compétence internationale avec la signature du traité de Versailles en 1919, et comme membre fondateur de la Société des Nations en 1920. Cette situation a été reconnue par le Royaume-Uni avec la déclaration Balfour de 1926, la conférence impériale de 1930 et le Statut de Westminster de 1931. Le dominion comprenait l'île de Terre-Neuve et la partie continentale du Labrador. Elle était l'un des dominions originaux, lors de la création du Commonwealth en 1926, et jouissait donc d'un statut constitutionnel équivalent aux autres dominions de l'époque.
En 1934, Terre-Neuve est devenue le seul dominion à renoncer à sa souveraineté, ce qui mit fin à 79 ans d'autogouvernance. Cette situation est survenue à cause d'une crise des finances publiques en 1932. Terre-Neuve avait accumulé une dette importante en construisant un chemin de fer à travers l'île, qui a été achevé dans les années 1890, et en levant son propre régiment pendant la Première Guerre mondiale. En novembre 1932, le gouvernement a averti que le Trésor du dominion risquait le défaut de paiement. Le gouvernement britannique a rapidement établi la Commission royale de Terre-Neuve (en), pour enquêter et dresser un rapport sur la situation. Le rapport publié en octobre 1933 recommandait à Terre-Neuve de renoncer temporairement à son système d'autogouvernance, et de permettre au Royaume-Uni d'administrer le dominion par une commission nommée. 
L'Assemblée générale (en) de Terre-Neuve a accepté les recommandations et a présenté une pétition au Roi, pour demander la suspension de la Constitution et la nomination de commissaires pour administrer le dominion, jusqu'à ce que le pays redevienne autosuffisant sur le plan financier. C'est pourquoi, le Parlement du Royaume-Uni a adopté la Loi sur Terre-Neuve de 1933, et, le 16 février 1934, le gouvernement britannique a nommé six commissaires, trois de Terre-Neuve et trois britanniques, avec le gouverneur comme président. Le système d'une Commission de gouvernement de six membres a continué à gouverner Terre-Neuve, jusqu'à ce qu'elle rejoigne le Dominion du Canada, en 1949, pour devenir la 10e province de la Confédération.

## Démographie
Deux ans après la fin du Dominion (1951), le recensement donnait 361 416 habitants[réf. nécessaire].

## Annexe